# Сельское поселение «Село Маклино»
Сельское поселение «Село Маклино» — муниципальное образование (сельское поселение) в Малоярославецком муниципальном районе Калужской области. 
Административный центр — село Маклино

## География
Сельское поселение «Село Маклино» находится на севере Малоярославецкого района, к юго-востоку от города Малоярославец.

## Административное деление
В состав сельского поселения «Село Маклино» входят:
- Маклино
- Барденево
- Верховье
- Ильичевка
- Лесничество
- Локонское
- Меньшовка
- Радищево
- Рысковщина
- Синяково
- Чулково